# Carlia mundivensis
Carlia mundivensis är en ödleart som beskrevs av  Robert Broom 1898. Carlia mundivensis ingår i släktet Carlia och familjen skinkar. Inga underarter finns listade.